# Episodi di God Friended Me (prima stagione)
La prima stagione della serie televisiva God Friended Me, composta da 20 episodi, è stata trasmessa negli Stati Uniti sull'emittente CBS dal 30 settembre 2018 al 14 aprile 2019.
In Italia, la stagione è stata mandata in onda in prima visione assoluta su Premium Stories dal 20 aprile al 4 novembre 2019. In chiaro è stata trasmessa dal 20 giugno al 22 agosto 2020 su Italia 1 alle 16:20 con due episodi a settimana.
| n° | Titolo originale                        | Titolo italiano             | Prima TV USA      | Prima TV Italia   |
| -- | --------------------------------------- | --------------------------- | ----------------- | ----------------- |
| 1  | Pilot                                   | La richiesta d'amicizia     | 30 settembre 2018 | 20 aprile 2019    |
| 2  | The Good Samaritan                      | Il buon samaritano          | 7 ottobre 2018    | 27 aprile 2019    |
| 3  | Heavenly Taco Truck                     | Il grande disegno           | 14 ottobre 2018   | 4 maggio 2019     |
| 4  | Error Code 1.61                         | Codice errore 1.61          | 21 ottobre 2018   | 11 maggio 2019    |
| 5  | Unfriended                              | Dio mi ha tolto l'amicizia  | 28 ottobre 2018   | 18 maggio 2019    |
| 6  | A House Divided                         | Una casa divisa             | 4 novembre 2018   | 25 maggio 2019    |
| 7  | The Prodigal Son                        | Fingi finché sei capace     | 11 novembre 2018  | 1º giugno 2019    |
| 8  | Matthew 621                             | Matthew 621                 | 18 novembre 2018  | 8 giugno 2019     |
| 9  | King's Gambit                           | La mossa del re             | 25 novembre 2018  | 15 giugno 2019    |
| 10 | Coney Island Cyclone                    | Il ciclone di Coney Island  | 9 dicembre 2018   | 22 giugno 2019    |
| 11 | 17 Years                                | 17 anni                     | 16 dicembre 2018  | 29 giugno 2019    |
| 12 | Ready Player Two                        | I re degli hacker           | 6 gennaio 2019    | 9 settembre 2019  |
| 13 | Miracle on 123rd Street                 | Il piccolo faro rosso       | 13 gennaio 2019   | 16 settembre 2019 |
| 14 | The Trouble with the Curve              | Il lancio della palla curva | 17 febbraio 2019  | 23 settembre 2019 |
| 15 | Two Guys, a Girl, and a Thai Food Place | L'alba dopo la notte        | 3 marzo 2019      | 30 settembre 2019 |
| 16 | Scenes from an Italian Restaurant       | La tradizione tradita       | 10 marzo 2019     | 7 ottobre 2019    |
| 17 | The Dragon Slayer                       | Il Dragon Slayer            | 17 marzo 2019     | 14 ottobre 2019   |
| 18 | Return to Sender                        | La nota più pura            | 24 marzo 2019     | 21 ottobre 2019   |
| 19 | The Road to Damascus                    | La strada per Damasco       | 31 marzo 2019     | 28 ottobre 2019   |
| 20 | Que Sera Sera                           | Que sera sera               | 14 aprile 2019    | 4 novembre 2019   |

## La richiesta d'amicizia
- Titolo originale: Pilot
- Diretto da: Marcos Siega
- Scritto da: Steven Lilien e Bryan Wynbrandt

### Trama
Miles Finer, il figlio di un prete, ora gestisce un podcast ("Il Millenario Profeta") sul suo ateismo. Riceve una richiesta di amicizia su Facebook da "Dio". Anche se sospetta che sia uno scherzo, tuttavia segue il primo amico suggerito e salva la vita dell'uomo quando tenta di suicidarsi saltando di fronte a un treno della metropolitana. Incontra il suo secondo amico suggerito, Cara, una scrittrice online con il blocco dello scrittore. Quando il computer di Miles funziona male a casa sua, Cara vede la sua vecchia madre scomparsa in una foto di Miles con la sua famiglia all'ospedale. Miles convince Cara a vedere sua madre. Quando Cara scopre che sua madre ha un'altra figlia, corre per la strada in stato di shock e viene investita da un'auto. Un medico esce da un taxi diverse macchine più dietro per salvare la vita di Cara; il dottore è l'uomo che Miles ha salvato in precedenza nella metropolitana.
- Ascolti USA: 10 140 000 telespettatori[7]

## Il buon samaritano
- Titolo originale: The Good Samaritan
- Diretto da: Marcos Siega
- Scritto da: Steven Lilien e Bryan Wynbrandt

### Trama
Mentre Miles si prepara per il suo primo podcast nazionale sull'ateismo, riceve un'altra richiesta di amicizia dal conto di Dio che lo porta ad aiutare una madre single a connettersi con il suo figlio autistico. Cara si avvicina alla madre estraniata, mentre Ali convince suo padre a sostenere Miles e congratularsi con lui per il successo del suo podcast. Miles non è d'accordo con il suo nuovo produttore, che vuole una presentazione unilaterale sull'ateismo. Miles vuole invece che il suo show sia più di una conversazione aperta. A causa del cambiamento di tono, il podcast di Miles perde più della metà del suo pubblico. Nel frattempo, Rakesh è deluso nel vedere il suo nuovo interesse amoroso Jaya in un appuntamento con un altro ragazzo, ma si scopre che la data è stata programmata prima che Jaya abbia incontrato Rakesh, e lei è interessata solo a uscire con lui.
- Ascolti USA: 8 370 000 telespettatori[8]

## Il grande disegno
- Titolo originale: Heavenly Taco Truck
- Diretto da: Kenneth Fink
- Scritto da: Robert Hull

### Trama
L'account di Dio invia a Miles una raccomandazione per un camion di taco invece di un suggerimento di amicizia. Mentre Miles è lì, un ragazzo ruba il suo portafoglio. Miles e Cara assumono Ray, un ex poliziotto e investigatore privato, per trovare il ragazzo. Si scopre che il ragazzo è Isaac, che vive da solo, sua madre assente e che la moglie defunta di Ray era l'assistente sociale di Isaac. Sia Isaac che Ray sono persi senza di lei, e alla fine Ray prende Isaac come figlio adottivo.
- Ascolti USA: 7 900 000 telespettatori[9]

## Codice errore 1.61
- Titolo originale: Error Code 1.61
- Diretto da: Marcos Siega
- Scritto da: Allison Moore

### Trama
Miles è entusiasta del fatto che Rakesh sia vicino a crackare il firewall dell'account di Dio quando tutti i computer al lavoro si bloccano con un codice di errore di 1.61, che è un'approssimazione del rapporto di Fibonacci. Questo porta Miles, Cara, Rakesh e Jaya al Planetario Hayden alla ricerca di risposte. Miles e Cara trovano Fliss, una donna di una piccola città che è a New York in cerca del suo amore perduto in base a un elenco di luoghi che le ha dato quando erano al campo insieme. Rakesh e Jaya trovano Beaker, un membro dello staff del Planetarium che sta cercando una stella perduta usando un software che Rakesh riconosce essere associato all'account di Dio. Si scopre che Beaker è l'amore perduto di Fliss. È gay, quindi non saranno romantici, ma Fliss decide di trasferirsi a New York per riavviare la sua vita e diventare amico di Beaker. Allo stesso tempo, Arthur prende il suo sassofono danneggiato in un'officina per ripararlo e donarlo. È stato danneggiato nell'incidente che ha ucciso la madre di Miles, e Arthur non lo ha più suonato da allora. Miles recupera il sassofono riparato e lui e Ali dicono al loro padre che la loro madre non vorrebbe che smettesse di suonarlo.
- Ascolti USA: 8 860 000 telespettatori[10]

## Dio mi ha tolto l'amicizia
- Titolo originale: Unfriended
- Diretto da: Erin Feeley
- Scritto da: Safia M. Dirie

### Trama
L'account di Dio invia a Miles un consiglio di amicizia per Rachel, ma decide di non fare nulla e l'account scompare. Spinto da Rakesh e Cara, Miles indaga e scopre che Rachel è un'artista alcolizzata la cui sorella è morta in un incidente automobilistico che erano accadute diverse settimane prima. Stavano combattendo in quel momento, e Rachel crede che nulla possa risolvere il fatto che sua sorella l'abbia odiata al momento della sua morte. Miles trova l'uomo accreditato con l'estrazione di Rachel dalla macchina prima che esplodesse, e apprende che l'uomo era solo un terzo; infatti, la sorella di Rachel la tirò fuori dalla macchina, e morì tornando indietro per il suo cellulare. Miles dice a Rachel che sua sorella ovviamente l'amava, e Rachel trova pace. Nel frattempo, Rakesh scopre che Jaya ha una borsa di studio medica che la porterà via da New York per un anno. All'inizio reagisce male, ma su consiglio di Ali, lancia a Jaya una festa di congratulazioni e le dice che è felice per lei. Dopo aver parlato con suo padre, Miles viene a patti con l'idea che potrebbe avere una vocazione per fare del bene nel mondo, e ricompare l'account di Dio. Gli invia una richiesta di amicizia e accetta.
- Ascolti USA: 6 940 000 telespettatori[11]

## Una casa divisa
- Titolo originale: A House Divided
- Diretto da: Louis Milito
- Scritto da: Steven Lilien e Bryan Wynbrandt (sceneggiatura); Robert Hull (soggetto)

### Trama
Mentre sta chiamando un taxi, Miles riceve un suggerimento d'amicizia per Hasan, che risulta essere il tassista. Più tardi, Miles viene a sapere che la figlia di Hasan, Tara, si è innamorata di David, un ebreo devoto che sta progettando di sposarla senza la conoscenza o il consenso di Hasan (o dei suoi genitori). Hasan affronta Tara, David (e Miles) in tribunale poco prima del loro matrimonio. Miles cerca di ragionare con Hasan, ma fallisce, e Tara si lascia a malincuore con il padre. Avvilito, Miles si consulta con suo padre, il quale spiega come un bambino che perde fiducia, può sentire lontani i genitori come se li perdesse del tutto. Nel frattempo, Rakesh rompe la crittografia dell'account di Dio con l'aiuto di Cara, e apprendono di un particolare treno che lascia la Grand Central Station più tardi quella notte. Hasan affronta Miles alla festa per il 25º anniversario di matrimonio dello zio, perché Tara è scappata. Miles si rende conto che il treno non è il luogo in cui si trova chi è dietro l'account di Dio, ma di David e Tara. Miles ragiona con Hasan usando quello che ha detto suo padre, e alla stazione ferroviaria Hasan si riconcilia con Tara. Alla fine, Miles apprende che Hasan era l'autista del taxi dal quale il dottore è uscito per salvare la vita di Cara nel primo episodio.
- Ascolti USA: 7 400 000 telespettatori[12]

## Il figliol prodigo
- Titolo originale: The Prodigal Son
- Diretto da: Marcos Siega
- Scritto da: Carmen Pilar Golden

### Trama
Miles è costretto ad affrontare scomode verità sulla sua famiglia quando l'account di "Dio" lo indirizza verso suo zio Terrance. Inoltre, il padre di Cara le fa visita, e scopre che si è ricollegata con sua madre che li ha lasciati quando era piccola.
- Ascolti USA: 7 870 000 telespettatori[13]

## Matteo 6,21
- Titolo originale: Matthew 621
- Diretto da: Holly Dale
- Scritto da: Jessica Granger

### Trama
L'account di Dio suggerisce un nuovo amico per Miles, un avvocato di 71 anni, morto il mese scorso. Nel frattempo, Arthur cerca di vendere il suo vecchio sassofono.
- Ascolti USA: 7 510 000 telespettatori[14]

## La mossa del re
- Titolo originale: King's Gambit
- Diretto da: Tricia Brock
- Scritto da: Richard Lowe

### Trama
Piuttosto che una persona, l'account di Dio manda a Miles una fan page di una leggenda degli scacchi scomparsa 10 anni fa. Miles deve scoprire cosa è successo all'uomo dietro la leggenda con l'aiuto di un investigatore privato, assunto dall'ultimo avversario della leggenda prima che sparisse, che Miles aveva aiutato in un episodio precedente. Nel frattempo Arthur sta avendo problemi con l'account, sentendo che Miles lo sta usando come foraggio per le valutazioni sul suo podcast.
- Ascolti USA: 8 090 000 telespettatori[15]

## Il ciclone di Coney Island
- Titolo originale: Coney Island Cyclone
- Diretto da: Marcos Siega
- Scritto da: Robert Hull

### Trama
L'account di Dio dà a Miles un suggerimento per un membro della chiesa di suo padre che ha avuto una recente tragedia. Nel frattempo Rakesh e Cara fanno un altro passo in avanti per trovare Falken, mentre Miles e suo padre raggiungono un nuovo posto nella loro relazione.
- Ascolti USA: 7 510 000 telespettatori[16]

## 17 anni
- Titolo originale: 17 Years
- Diretto da: Tamra Davis
- Scritto da: Steven Lilien e Bryan Wynbrandt

### Trama
Un suggerimento di amicizia porta Miles all'uomo che ha ucciso sua madre 17 anni prima.
- Ascolti USA: 8 530 000 telespettatori[17]

## I re degli hacker
- Titolo originale: Ready Player Two
- Diretto da: Darren Grant
- Scritto da: Lara Azzopardi (sceneggiatura); Devanshi Patel (soggetto)

### Trama
Miles si rivolge a suo padre per chiedere aiuto quando scopre che il suo ultimo suggerimento di amicizia è stato adottato dopo essere stato lasciato nella chiesa di Arthur da bambino. Inoltre, Pria confessa su Henry Chase, la vera identità dell'hacker Falken, e sulla sua possibile connessione con l'account di Dio.
- Ascolti USA: 7 160 000 telespettatori[18]

## Il piccolo faro rosso
- Titolo originale: Miracle on 123rd Street
- Diretto da: Marcos Siega
- Scritto da: Andre Edmonds

### Trama
Miles è scioccato quando l'account di Dio gli invia 76 suggerimenti di amici simultanei. Inoltre, Ali si trasferisce con Miles mentre il suo appartamento viene fumigato e Rakesh riceve notizie sorprendenti al lavoro.
- Ascolti USA: 8 250 000 telespettatori[19]

## Il lancio della palla curva
- Titolo originale: The Trouble with the Curve
- Diretto da: Victor Nelli Jr.
- Scritto da: Safia M. Dirie

### Trama
Miles rincontra il suo compagno di squadra di baseball del liceo, Cal, quando ottiene un suggerimento di amicizia per un promettente giovane giocatore di baseball che Cal sta allenando. Inoltre, Arthur sente il bisogno di marcare il territorio quando viene informato che la diocesi sta inviando un assistente rettore a un mentore sotto di lui.
- Ascolti USA: 7 190 000 telespettatori[20]

## L'alba dopo la notte
- Titolo originale: Two Guys, a Girl, and a Thai Food Place
- Diretto da: Marcos Siega
- Scritto da: Jessica Ball

### Trama
Miles e Cara aiutano una giovane donna, andata in coma dopo essere scomparsa la notte prima del suo matrimonio e si sveglia senza ricordare nulla di quella sera. Inoltre, Rakesh si trova faccia a faccia con Simon Hayes, l'amministratore delegato tecnologico che potrebbe essere coinvolto con l'account di Dio.
- Ascolti USA: 6 860 000 telespettatori[21]

## La tradizione tradita
- Titolo originale: Scenes from an Italian Restaurant
- Diretto da: Joe Morton
- Scritto da: Robert Hull

### Trama
Quando l'account di Dio invia a manda a Miles e Cara il nome di Sophia, un sous chef, i due decidono di aiutarla in quanto scoprono che i suoi sogni di aprire il proprio ristorante corrono il rischio di cadere a pezzi. Inoltre, Ali e Miles sono preoccupati che la Diocesi abbia mandato il Reverendo Carver in sostituzione di Arthur, e che Rakesh si stia avvicinando troppo a Simon Hayes.
- Ascolti USA: 6 630 000 telespettatori[22]

## Il Dragon Slayer
- Titolo originale: The Dragon Slayer
- Diretto da: Geoff Shotz
- Scritto da: Steven Lilien e Bryan Wynbrandt

### Trama
Miles riceve un'offerta per entrare in una rete di podcast che vuole i diritti esclusivi sulla storia dell'account di Dio; Cara si trova di fronte a una scelta che potrebbe nuocere alla sua grande opportunità.
- Ascolti USA: 7 730 000 telespettatori[23]

## La nota più nota
- Titolo originale: Return to Sender
- Diretto da: Joe Morton
- Scritto da: Lydia Teffera e Sam Lifshutz

### Trama
Un pacco si presenta erroneamente sulla soglia di casa di Miles, e la sua ricerca della sua importanza lo porta ad una coppia in lutto per la perdita della figlia. Inoltre, Miles, Cara e Rakesh si ricongiungono con John Dove, il primo suggerimento di Miles, dopo che Rakesh scopre una connessione tra Dove e Simon Hayes.
- Ascolti USA: 7 530 000 telespettatori[24]

## La strada per Damasco
- Titolo originale: The Road to Damascus
- Diretto da: Kyra Sedgwick
- Scritto da: Robert Hull

### Trama
Miles, Cara e Rakesh sono convinti che Simon Hayes si nasconda dietro l'account di Dio. Pria si presenta a Rakesh raccontandogli che dieci anni prima Simon ha rubato ad Henri Chase l'algoritmo di previsione degli eventi futuri, chiedendogli di aiutarla a distruggere il progetto di Simon. Rakesh rifiuta, ma decide di rubare l'algoritmo di previsione degli eventi futuri per evitare che l'account di Dio scompaia a causa dell'intervento di Pria, oppure sia venduto da Simon al miglior offerente. Tuttavia Pria riesce a distruggere l'algoritmo, prima che Rakesh possa rubarlo. Miles, Cara e Rakesh sono sorpresi di sapere che Simon non ha niente a che vedere con l'account di Dio e che voleva realmente aiutare le persone con il suo algoritmo di previsione dei terremoti e di altri disastri naturali. Quindi l'account di Dio non è andato distrutto e suggerisce a Miles proprio il nome di Simon.
- Ascolti USA: 8 160 000 telespettatori[25]

## Que sera sera
- Titolo originale: Que Sera Sera
- Diretto da: Gregory Smith
- Scritto da: Steven Lilien e Bryan Wynbrandt

### Trama
Miles, Cara e Rakesh, dopo avere ricevuto come suggerimento di amicizia dall'account di Dio il nome di Simon Hayes, riescono finalmente ad incontrare Henry Chase. Simon, Henry e Pria fanno nuovamente squadra insieme ed invitano Cara ad unirsi a loro per scrivere la loro storia. Dopo aver scoperto che Henry non ha nulla a che fare con l'account di Dio, Miles dice al padre che accetta di non sapere chi si nasconde realmente dietro l'account.
- Ascolti USA: 6 920 000 telespettatori[26]